# Telophorus sulfureopectus
Telophorus sulfureopectus là một loài chim trong họ Malaconotidae.